# Bartošovice v Orlických horách
Bartošovice v Orlických horách (německy Batzdorf im Adlergebirge) jsou malou pohraniční obcí v okrese Rychnov nad Kněžnou, v Královéhradeckém kraji. Obec se rozkládá na pravém břehu Divoké Orlice, která zde vytváří přírodní hranici s Polskem. Leží asi 12 km severovýchodně od města Žamberk, 19 kilometrů východně od Rychnova nad Kněžnou a 50 kilometrů východně od Hradce Králové. Žije zde 223 obyvatel. Jedná se o nejvýchodnější obec Královéhradeckého kraje.

## Historie
První písemná zmínka o obci pochází z roku 1548. Území tehdy ohledal komorník Matěj ze Šonova a nalezl ves, „slove Bartoušovice, kterouž vnově počínají stavěti v horách. Tu jest mi ukázán kostel vypálený do gruntu a to pro neopatrnost pana Mikuláše z Bubna, kdežto bejvala pouť na svatou Máří Magdalénu […]“. Z toho lze odvodit, že obec už musela existovat několik desítek let. Regionální historik Jaroslav Šůla se domnívá, že založení Bartošovic souvisí s Janem Bartoušovským z Labouně (Bartoušov a Labouň jsou obce na Jičínsku), který byl v závěru 15. století kladským hejtmanem. Roku 1493 koupil nedaleké panství Mezilesí (něm. Mittelwalde, dnes Międzylesie), ale již roku 1495 je prodal. Byl zapletený do zákulisních intrik pánů z Poděbrad,[zdroj?] a proto snad zůstal ještě několik let mimo centrum, měl obdržet pozemky v místě dnešních Bartošovic a založit tam svobodný dvůr. Protože přišel z Mezilesí, přivedl si odtamtud i první osadníky.
Jak pokračovalo mýcení lesů, vznikaly spory o hranici panství mezi pány z Litic a Kladským hrabstvím. Protože hranice panství zároveň určovala vlastnictví lesa, který měl v tomto podhorském kraji vzhledem ke své rozloze velký ekonomický význam, vyslala královská komora úředníky, aby zjistili, případně stanovili průběh hranic. Z roku 1557 tak existuje další písemná zmínka o Bartošovicích z protokolů o vyměřování hranic.
Z let 1591–1624 se dochovala matrika Bartošovic, vedená luteránským pastorem Prausem, která je současně nejstarší matrikou celé královéhradecké diecéze. Bartošovice patřily až do konce celého feudálního období a zániku patrimoniální správy (1848) k žamberskému panství a byly jedinou německojazyčnou obcí tohoto panství.

### Svobodný dvůr bartošovický a rychtářský úřad
Mikuláš starší z Bubna po koupi žampašské strany žamberského zboží v roce 1575 prodal v blíže neurčené době bartošovický svobodný dvůr spojený s rychtářským úřadem a zvláštní soudní pravomocí Casparu [=Kašparu] Haugkovi. Ke dvoru patřil pivovar, hospoda, výčep pálenky, dva mlýny po jednom složení, jedna pila a řemeslníci kovář, řezník, pekař, švec a krejčí. Výsady tohoto dvora neměly obdoby v žádné jiné vsi na pravém břehu Divoké Orlice. Povinnosti majitele svobodného dvora byly stanoveny zvláštním privilegiem.
Svobodný dvůr je v pramenech poprvé zmíněn roku 1608. Celková výměra jeho obdělávatelné půdy činila 120 strychů a odvádělo se z něj vrchnosti 30 kop grošů ročně. Je doloženo, že v roce 1614 se vdávala v Marienthalu (dnes Niemojów na druhém břehu řeky Divoké Orlice) dcera Kašpara Haugka Eva, rychtář Haugk musel být tedy v té době nejméně čtyřicetiletý. Roku 1619 se připomíná další Haugkova vzrostlá dcera Marta a prameny z let 1614–1622 jmenují jeho manželku Magdalénu. Sám Kašpar je jmenován v letech 1614–1622. Původ Haugků je třeba zřejmě hledat v Kladském hrabství. Roku 1617 je jmenován jako svědek při křtu „Hans Hauk, des Scholzen Sohn“ [=Hans Hauk, rychtářův syn].
Po Kašparu Haukgovi zdědil po roce 1645 rychtu Martin Haugk (zřejmě jeho další syn, podle údajů bartošovické matriky by jeho život mohl být vymezen lety 1607–1677). Roku 1657 měl Martin Haugk rolí pod 120 strychů, pět domů pronajatých řemeslníkům, pivovar s kapacitou várky čtyři sudy, privilegovanou hospodu, v níž mohl čepovat vlastní pivo. Dále měl čtyři koňské zápřahy, sedm krav a 11 jatečných dobytčat. Ve 20. letech 17. století jsou doloženi pivovarník Bartel Neumann a kovář Mertin Patzelt. Martinův syn nebo bratr se zřejmě jmenoval opět Caspar, protože podle bartošovické matriky byl Caspar Hauck (1620–1681) pohřben 26. května 1681 ve věku 61 let.
V průběhu 17. století zůstala v platnosti stará privilegia rychty, neboť je doloženo, že k roku 1645 z ní platil „vejsadní“ a dědičný rychtář výše zmíněných 30 kop míšeňských. Podle obecní kroniky drželi Haugkové svobodný dvůr až do roku 1708. Vrchnost později rychtu odkoupila a roku 1738 její pozemky rozprodala. Vzniklo tak devět nových usedlostí, nazývaných „Gütlan“, tyto usedlosti měly popisná čísla 126, 128–132, 135, 137 a 138. Dále byla na více parcel rozdělena velká louka podél Divoké Orlice, tzv. „Hofewiesen“, a na pozemcích svobodného dvora vznikla ještě ovčácká usedlost čp. 59, zv. „Schäferei“. Tyto údaje umožňují učinit si hrubou představu o rozloze pozemků, náležejících kdysi ke svobodné bartošovické rychtě.
V dějinách bartošovické rychty však zůstává celá řada bílých míst. Není zřejmé, zda Haugkové byli po celou dobu, kdy drželi svobodný dvůr, také rychtáři. Již v letech 1550 a 1576 je v mezních protokolech jako rychtář jmenován Martin Hernyk, ale zda mu také patřil výše uvedený svobodný dvůr, nelze doložit. Není rovněž jisté, zda dvůr existoval již od založení vsi, nebo vznikl až později, v průběhu 16. století.

### Bartošovice v moderní době
Z doby po roce 1848 se zachovala jména všech starostů:
- 1850–1852 Josef Volkmer
- 1852–1860 Wenzel Saliger
- 1860–1861 Wendelin Alliger
- 1861–1864 David Poschl
- 1864–1867 Wendelin Alliger
- 1867–1870 Josef Hörnich
- 1870–1874 Franz Pietsch
- 1874–1877 Wendelin Alliger
- 1877–1880 David Poschl
- 1880–1883 Wenzel Vogel
- 1883–1886 Winzenz Richling
- 1886–1892 Josef Alliger
- 1892–1895 Amand Richling
- 1895–1898 Johann Tiber
- 1898–1901 Johann Pötschl
- 1901–1904 Johann Weiss
- 1904–1907 Johann Weigel
- 1907–1910 Rudolf Alliger
- 1910–1913 Johann Vogel
- 1913–1921 Josef Raute
- 1921–1925 Johann Poschl
- 1925–1938 Amand Richling
- 1938–1945 Johann Weinberg

Po roce 1900 byly Bartošovice významným řemeslným centrem a měly více než 800 obyvatel. Vyráběly se zde dřevěné obaly na zboží a měly i vlastní mlékárnu.
Před první světovou válkou byla obec i významným střediskem lyžařského sportu, na obou stranách Orlice se od počátku 20. století pravidelně pořádaly lyžařské závody. V září 1938 henleinovci přepadli a vypálili místní celnici. V důsledku uzavření Mnichovské dohody) byla obec přičleněna k nacistickému Německu. V květnu 1945 odzbrojili partyzáni a čeští odbojáři v Bartošovicích velkou jednotku wehrmachtu.
Právo užívat znak a vlajku bylo obci uděleno rozhodnutím Poslanecké sněmovny Parlamentu České republiky dne 24. února 2011.

## Obyvatelstvo
| Rok            | 1869  | 1880  | 1890  | 1900  | 1910  | 1921  | 1930  | 1950 | 1961 | 1970 | 1980 | 1991 | 2001 | 2011 | 2021 |
| -------------- | ----- | ----- | ----- | ----- | ----- | ----- | ----- | ---- | ---- | ---- | ---- | ---- | ---- | ---- | ---- |
| Počet obyvatel | 2 696 | 2 681 | 2 608 | 2 303 | 2 105 | 1 898 | 1 834 | 267  | 359  | 286  | 249  | 219  | 218  | 205  | 193  |
| Počet domů     | 508   | 525   | 505   | 512   | 491   | 487   | 480   | 363  | 101  | 77   | 60   | 97   | 74   | 79   | 80   |

## Osobnosti
- František Taiber (1909–1973), český vojenský, zkušební a dopravní pilot, příslušník 311. československé bombardovací perutě RAF

## Pamětihodnosti
- Kostel svaté Maří Magdalény – na místě původního kostela, který shořel roku 1548, kamenná stavba z roku 1673, obnoven po požáru z roku 1906, dochováno barokní vybavení kolem roku 1740: obraz patronky, sochy sv. Víta a Jeronýma, boční oltáře a kazatelna[9]
- Lípa v Bartošovicích, památná lípa malolistá v severním sousedství kostela (50°9′52″ s. š., 16°32′58″ v. d.)
- Sousoší Ukřižování
- Statue se sousoším Nejsvětější Trojice, Alexius Cyliak (1786), na silnici k Čiháku[10]
- Linie lehkého a těžkého opevnění s pěchotními sruby R-S 57, R-S 58, R-S 59, R-S 60, R-S 61, R-S 62, R-S 63, R-S 64, R-S 65, R-S 66, R-S 67, R-S 68 a R-S 69 budovaná v rámci systému československého opevnění na obranu před nacistickým Německem.

## Části obce
Obec Bartošovice v Orlických horách se evidenčně nečlení na části. Katastrálně a statisticky se člení na šest katastrálních území, jimž odpovídá šest základních sídelních jednotek, tyto části odpovídají dřívějším (převážně zaniklým) vesnicím.
- Bartošovice v Orlických horách (i název k. ú.), zahrnuje i zaniklou část obce Ostrov (něm. Nesselfleck), ležící mezi Bartošovicemi a Čihákem na pravém břehu Divoké Orlice
- Malá Strana (k. ú. Malá Strana v Orlických horách)
- Neratov (k. ú. Neratov v Orlických horách)
- Nová Ves (k. ú. Nová Ves v Orlických horách)
- Podlesí (k. ú. Podlesí v Orlických horách, dříve Schönwald[11])
- Vrchní Orlice (i název k. ú.), zahrnuje osadu Hadinec.